# Mil-homens

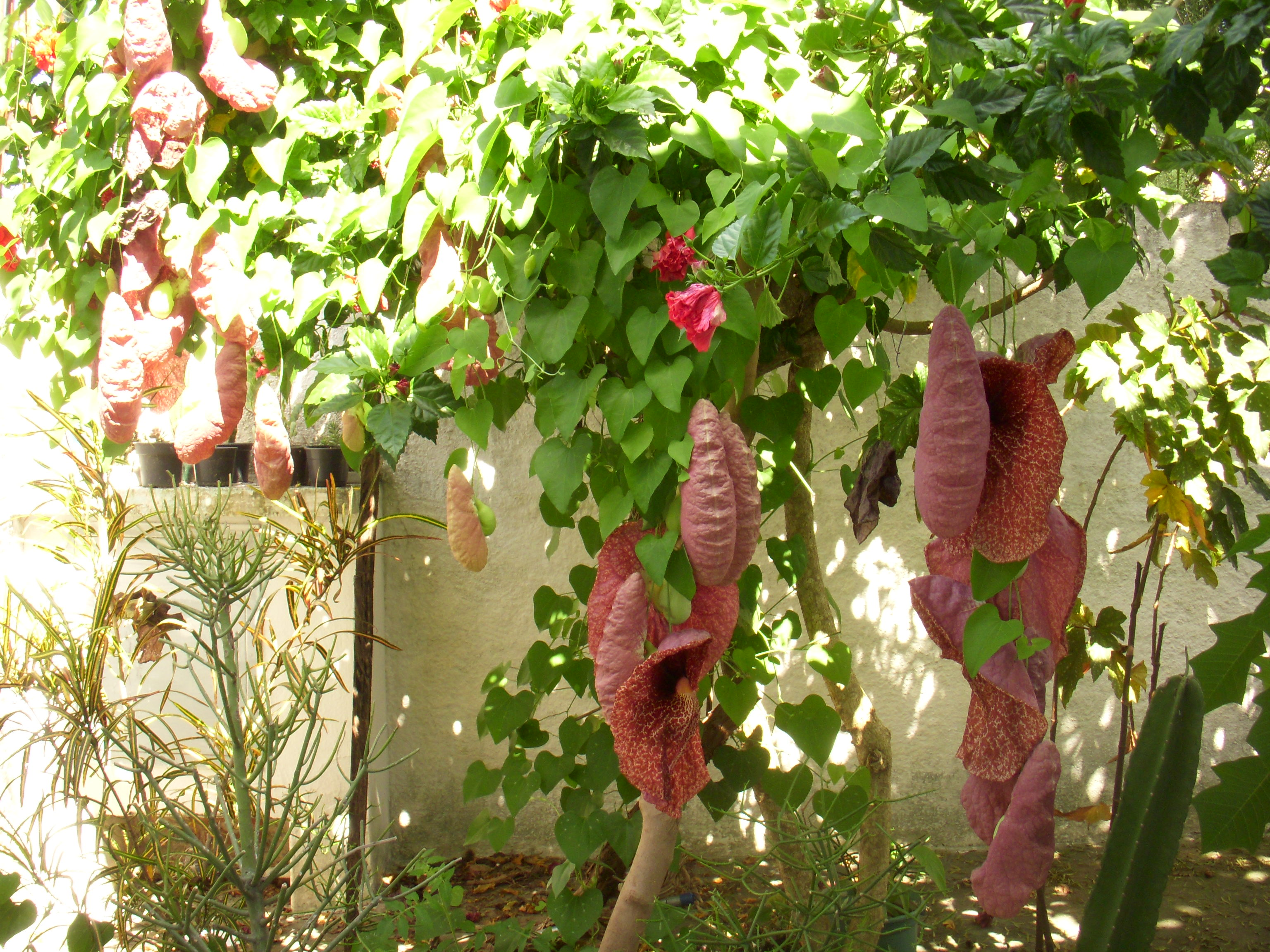
Aristolochia gigantea

Mil-homens ou Cipó-mil-homens é uma designação popular dada a uma ou mais plantas da família das aristoloquiáceas. 
Entre as espécies assim chamadas estão a Aristolochia gigantea, a Aristolochia brasiliensis, Aristolochia cymbifera,Aristolochia triangularis. Aristolochia esperanzae, Aristolochia ridícula e  Aristolochia arcuata.